# Горина, Людмила Васильевна
Людми́ла Васи́льевна Го́рина (1 июля 1933, Москва — 11 августа 2025) — советский и российский историк-славист, специалист по истории Болгарии. Доктор исторических наук (1986), профессор (1990) кафедры истории южных и западных славян МГУ им. М. В. Ломоносова. Заслуженный профессор Московского университета (2000).

## Биография
В 1956 году окончила исторический факультет Московского государственного университета имени М. В. Ломоносова.
- Лауреат Ломоносовской премии II степени (1989).
- Почетный доктор Софийского университета (Болгария) (2008).
- Почетная медаль мэрии города София (2013).
- Памятная медаль в честь 135-летия Русско-турецкой войны 1877—1878 (2013).

Супруг — Горин, Иван Петрович, искусствовед, реставратор, директор Института реставрации музейных ценностей.

## Избранные труды
- Горина Л. В. Марин Дринов — основоположник на българското академично Славянознание. — София, 2009.
- Горина Л. В. История Болгарии в трудах М. А. Оболенского // Россия и Болгария — векторы взаимопонимания XVIII—XXI в.: Сб. статей. — М., 2010. — С.107-113
- Горина Л. В. Болгарский хронограф и русский митрополит Кирилл // Studia balcanica. К юбилею Р. П. Гришиной: Сб. статей. — М., 2010. — С.9-24.
- Горина Л. В. Русско-турецкая война 1877—1878 гг. Российско-болгарские научные встречи // Вестник Московского университета. Серия история. — 2012. — № 5.
- Горина Л. В., Даскалова Б. Шедевры болгарской книжности на русской земле. — София: Болгарская Академия наук, 2011.
- Горина Л. В. Изборник Симеона-Святослава 1073 года на Руси // Историки-слависты МГУ: Славянский мир в поисках идентичности. — М., 2011.